# IC 1716
IC 1716 — галактика типу * (зірка) у сузір'ї Кит.
Цей об'єкт міститься в оригінальній редакції індексного каталогу.